# (29471) Spejbl
(29471) Spejbl – planetoida z pasa głównego asteroid okrążająca Słońce w ciągu 3 lat i 216 dni w średniej odległości 2,34 j.a. Została odkryta 27 października 1997 roku  w obserwatorium astronomicznym w Ondřejovie przez Lenkę Šarounovą. Nazwa planetoidy pochodzi od czeskiej marionetki przedstawiająca Spejbla, ojca mającego złośliwego syna Hurvínka, postaci występujących w praskim teatrze od lat 20. XX wieku. Przed jej nadaniem planetoida nosiła oznaczenie tymczasowe (29471) 1997 UT7.